# Nicola Peltz
Pour les articles homonymes, voir Peltz.
Nicola Peltz (ou Nicola Peltz Beckham depuis son mariage), née le 9 janvier 1995 à Rye, dans l'État de New York, est une actrice américaine.
Elle est révélée avec le rôle de Katara dans le film Le Dernier Maître de l'air (2010) avant de gagner en notoriété avec son interprétation de Bradley Martin dans la série télévisée Bates Motel (2013-2015) et celle de Tessa Yeager dans le film Transformers : L'Âge de l'extinction (2014).

## Biographie

### Enfance
Nicola Peltz est née à Rye dans le comté de Westchester, dans l'État de New York. Sa mère, Claudia, est un ancien mannequin et son père est l'homme d'affaires milliardaire Nelson Peltz (en),,. Elle a quatre frères aînés, dont Diesel Peltz et l'acteur Will Peltz (en), deux frères cadets, et une sœur.

### Carrière
Nicola Peltz a commencé sa carrière en 2006 avec un rôle dans le film Voisin contre voisin puis en 2008, elle joue le rôle de Becki dans le film Harold de T. Sean Shannon.
Elle se fait connaitre du grand public en 2010 en interprétant Katara dans le film Le Dernier Maître de l'air, l'adaptation cinématographique de la série animée Avatar, le dernier maître de l'air de Nickelodeon.
En 2013, elle joue l'un des personnages principaux de la série télévisée Bates Motel, un préquelle contemporain du film Psychose de Alfred Hitchcock. Elle interprétera le personnage jusqu’à la troisième saison en 2015.
En 2014, elle est à l'affiche du quatrième film de la franchise Transformers, Transformers : L'Âge de l'extinction aux côtés de Mark Wahlberg.

### Vie privée

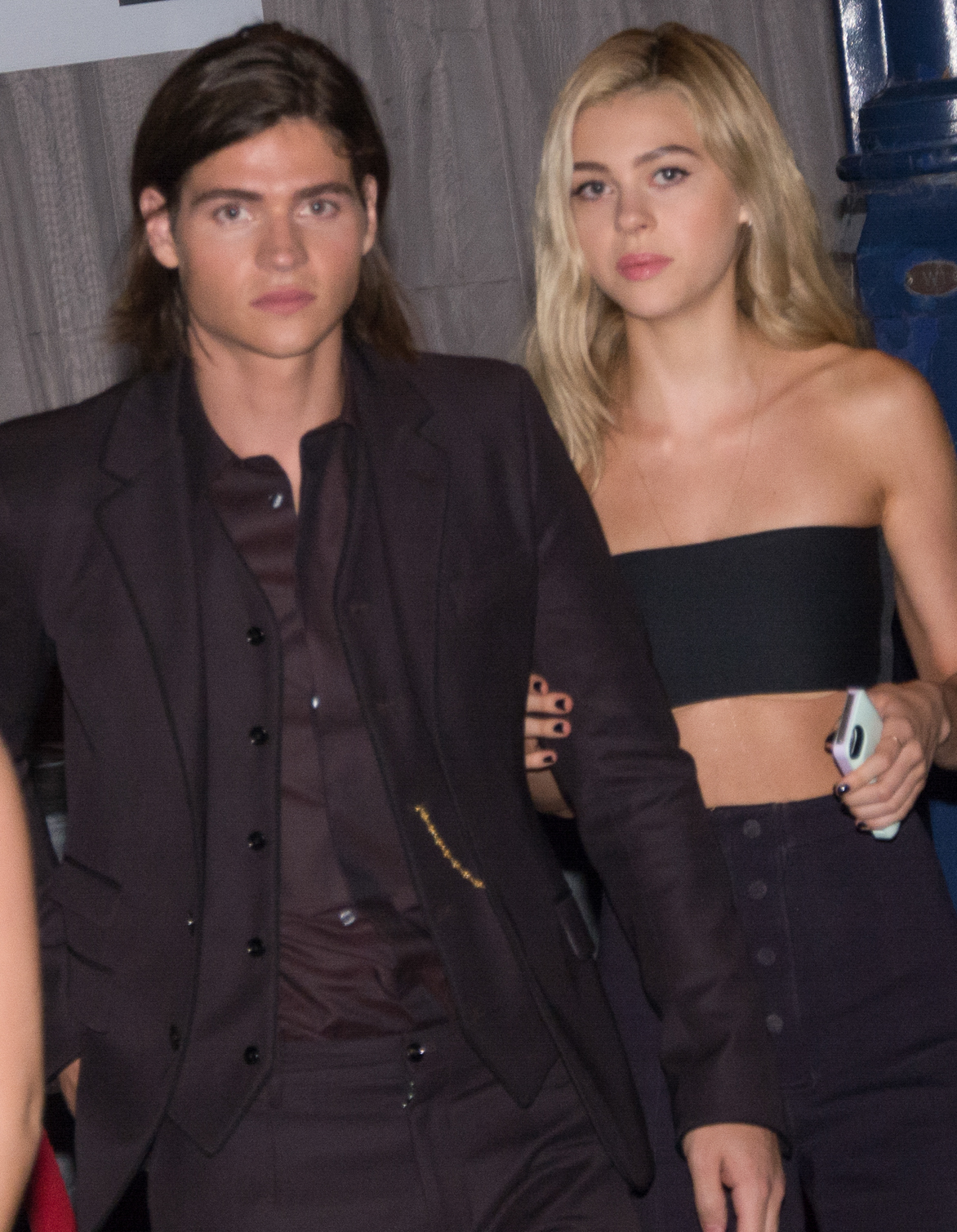
L'actrice avec son frère Will Peltz au Toronto International Film Festival 2014.

En 2016, elle était en couple avec l'acteur Cameron Fuller.
De janvier 2017 à 2018 elle a été en couple avec Anwar Hadid (en).
En janvier 2020, elle annonce qu'elle est en couple avec Brooklyn Beckham et le 11 juillet de la même année, ils annoncent leurs fiançailles. Ils se marient le 9 avril 2022 à Palm Beach en Floride.

## Filmographie

### Cinéma

#### Longs métrages
- 2006 : Voisin contre voisin (Deck the Halls) de John Whitesell : Mackenzie
- 2008 : Harold de T. Sean Shannon : Becki
- 2008 : La Loi et l'Ordre (Righteous Kill) de Jon Avnet : Lynn
- 2010 : Le Dernier Maître de l'air (The Last Airbender) de M. Night Shyamalan : Katara
- 2012 : Eye of the Hurricane de Jesse Wolfe : Renee Kyte
- 2014 : Transformers : L'Âge de l'extinction (Transformers: Age of Extinction) de Michael Bay : Tessa Yeager
- 2014 : Affluenza de Kevin Asch : Kate Miller
- 2016 : Youth in Oregon : Annie
- 2017 : Transformers: The Last Knight de Michael Bay : Tessa Yeager (caméo vocal)
- 2018 : Our House d'Anthony Scott Burns : Hannah
- 2020 : Holidate de John Withesell et Tiffany Paulsen : Felicity
- 2024 : Lola d'elle même et Bria Vinaite : Lola James

### Télévision

#### Séries télévisées
- 2013 - 2015 : Bates Motel : Bradley Martin

### Clips
- 2008 : 7 Things de Miley Cyrus
- 2016 : It's You de Zayn Malik

### Réalisatrice
- 2024 : Lola (co-réalisé avec Bria Vinaite)